# Micralarctia schraderi
Micralarctia schraderi är en fjärilsart som beskrevs av Rothschild 1910. Micralarctia schraderi ingår i släktet Micralarctia och familjen björnspinnare. Inga underarter finns listade i Catalogue of Life.